# Betische Perleidechse

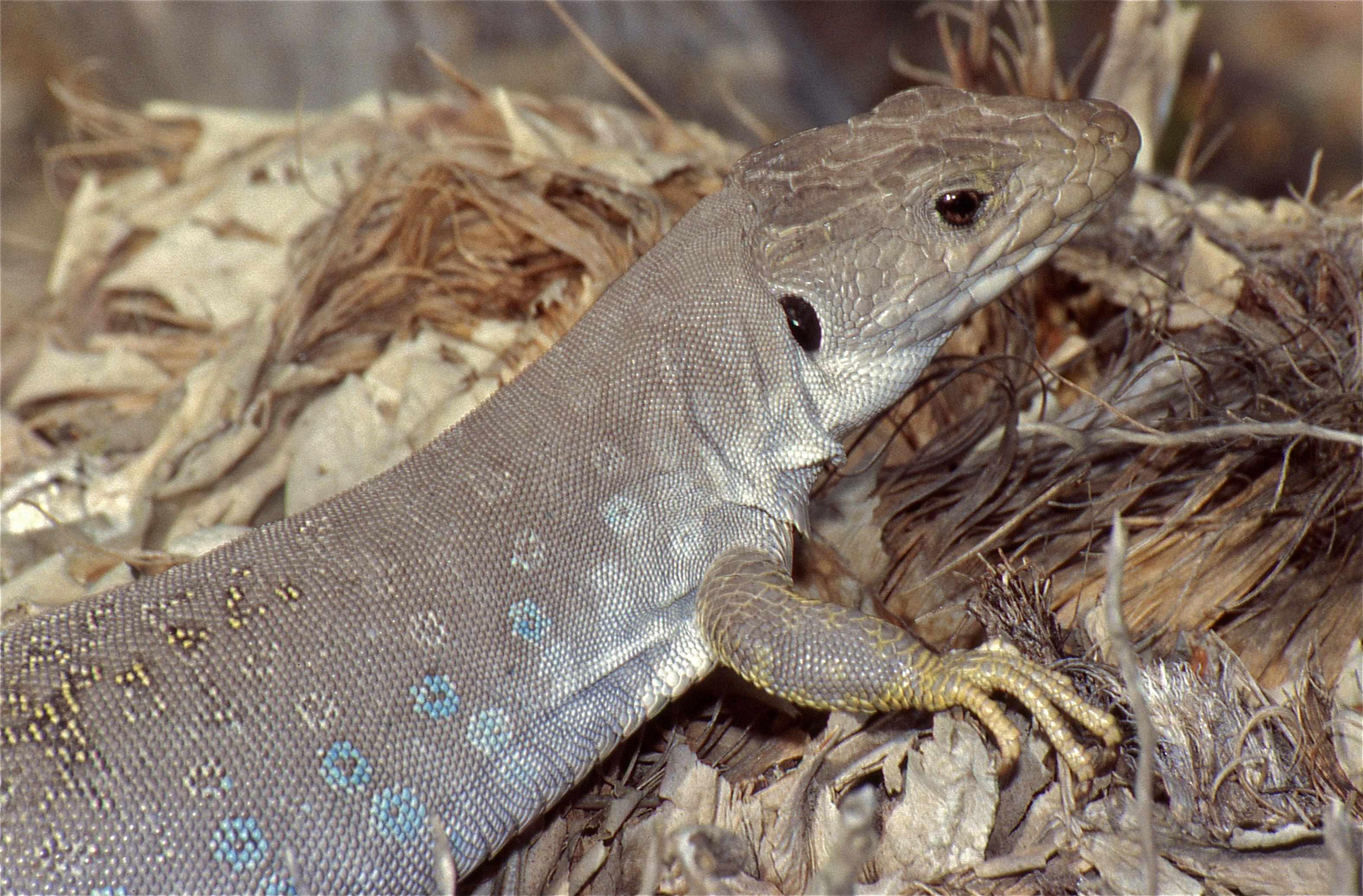
Kopfansicht eines Weibchens

Die Betische Perleidechse (Timon nevadensis), auch Sierra-Nevada-Perleidechse genannt, ist eine Art der Echten Eidechsen und lebt im Südosten der Iberischen Halbinsel. Sie galt bis 2013 als Unterart der nahe verwandten Perleidechse (Timon lepidus).

## Merkmale
Genauso kräftig und ebenso groß werdend wie die Perleidechse liegt die maximale Gesamtlänge bei mindestens 80 cm, die Kopf-Rumpf-Länge kann bis zu 26 cm betragen. Der recht schlanke Kopf läuft in Seitenansicht mit fast spitzer Schnauze aus, besonders bei den Männchen. Dadurch wirkt der Kopf dreieckig. Zudem sind die Überaugenschilder von der Seite nicht so ausgeprägt wie bei T. lepidus. Erwachsene sind im Gegensatz zu T. lepidus oberseits meist graubraun gefärbt. Das für T. lepidus charakteristische schwarze Schnörkel- und Ocellenmuster auf dem Rücken fehlt, stattdessen kann dies in gelber oder gelb-grünlicher Farbe ausgebildet sein. Die Schuppen auf der Oberseite sind nur selten schwarz, meist ist ein Teil von ihnen dunkelbraun gefärbt. Fast immer sind blaue Flecken an den Körperseiten vorhanden, die entweder gar nicht, oder aber dunkelbraun, umrahmt sind, jedoch nicht schwarz. Jungtiere sind oberseits mittelbraun, darauf befinden sich im Kern helle, dunkelbraun gerandete Flecken.

## Verbreitung
Das Verbreitungsgebiet der Art liegt im Südosten von Spanien, genauer in den Provinzen Alicante, Murcia und Almería, sowie im Osten der Provinz Granada.

## Lebensraum
Von Meeresspiegelhöhe bis mindestens 2100 m über NN in der Sierra Nevada. Die Art besiedelt die trockenste Region der Halbinsel (weniger als 300 mm Jahresniederschlag); das weitgehende Fehlen schwarzer Schuppen wird als Anpassung an diese Verhältnisse gedeutet. Besiedelt wird ein breites Spektrum vegetationsarmer Biotope. In vegetationsarmen Küstendünen, z. B. bei Santa Pola ist die Art genauso zu finden wie an felsigen, oft wenig bewachsenen Hängen der Sierra Nevada.

## Lebensweise
Dürfte in vielen Punkten derjenigen der Perleidechse (Timon lepidus) gleichen. Es gibt aber auch Abwandlungen. So können in günstigen Jahren bei der Betischen Perleidechse auch zwei statt nur einem Gelege produziert werden.

## Gefährdung
Die Art besiedelt nur ein relativ begrenztes Gebiet im Südosten der Iberischen Halbinsel und ist von daher schon potenziell gefährdet. Hinzu kommt der hohe Druck durch den Tourismus in dieser Region. Schließlich führen aktuelle Änderungen der Landnutzung, z. B. die wachsende Zahl an Gewächshäusern in der Provinz Almeria, zum Verlust von Lebensräumen der Art. Genaue Angaben zur Gefährdung sind nicht bekannt, in die Rote Liste gefährdeter Arten der IUCN ist die Art noch nicht aufgenommen worden.